# Beilschmiedia corbisieri
Beilschmiedia corbisieri là loài thực vật có hoa trong họ Nguyệt quế. Loài này được (Robyns) Robyns & R.Wilczek miêu tả khoa học đầu tiên năm 1949.